# Nati nel 1924/Aprile
| Questa pagina contiene informazioni ricavate automaticamente dalle voci biografiche con l'ausilio del template Bio e di un bot. L'aggiornamento è periodico e automatico e ricostruisce completamente la pagina. Se manca una persona in questa lista, sei pregato di non aggiungerla, ma accertati piuttosto che la sua voce biografica contenga il template Bio e che i dati anagrafici siano correttamente compilati. Se il template Bio manca, inseriscilo tu stesso o, in alternativa, metti l'avviso {{tmp\|Bio}} che ne segnala la mancanza. Se i dati riportati sono sbagliati, correggi direttamente la voce biografica; le modifiche saranno visibili in questa lista entro pochi giorni. Per chiarimenti vedi il progetto biografie. La lista contiene solo le 183 persone che sono citate nell'enciclopedia e per le quali è stato implementato correttamente il template Bio. Pagina aggiornata al 18 ago 2025. |

- 1º aprile - Brendan Byrne, politico statunitense († 2018)
- 1º aprile - Jean Guéguen, ciclista su strada francese († 1998)
- 1º aprile - Budimir Lončar, politico, diplomatico e funzionario jugoslavo († 2024)
- 1º aprile - Ernesto Mora, partigiano italiano († 1945)
- 1º aprile - George Pake, fisico statunitense († 2004)
- 2 aprile - Vito Ciancimino, mafioso e politico italiano († 2002)
- 2 aprile - Taisto Kangasniemi, lottatore finlandese († 1997)
- 2 aprile - Ennio Pompei, politico italiano († 2005)
- 2 aprile - Giuseppe Zigaina, pittore e saggista italiano († 2015)
- 3 aprile - Marlon Brando, attore e attivista statunitense († 2004)
- 3 aprile - Jesus Correia, calciatore portoghese († 2003)
- 3 aprile - John Day, storico statunitense († 2003)
- 3 aprile - Phil Farbman, cestista statunitense († 1996)
- 3 aprile - Lidia Menapace, partigiana, politica e saggista italiana († 2020)
- 3 aprile - Roza Šanina, militare sovietica († 1945)
- 3 aprile - Mario Trevi, psicoanalista italiano († 2011)
- 3 aprile - Georges de Nantes, presbitero e scrittore francese († 2010)
- 4 aprile - Antonio Beristain Ipiña, criminologo spagnolo († 2009)
- 4 aprile - Bob Christie, pilota automobilistico statunitense († 2009)
- 4 aprile - Lionetto Fabbri, regista italiano († 2011)
- 4 aprile - Francisco Lesmes, calciatore e allenatore di calcio spagnolo († 2005)
- 4 aprile - Carlo Loffredo, contrabbassista italiano († 2018)
- 4 aprile - Otello Voliani, calciatore italiano († 2012)
- 5 aprile - Robert Davine, fisarmonicista e insegnante statunitense († 2001)
- 5 aprile - Vera Nandi, attrice e cantante italiana († 1998)
- 5 aprile - Gianni Rizzo, attore italiano († 1992)
- 5 aprile - Venanzio Vallerani, agronomo italiano († 2012)
- 5 aprile - Renzo Zanazzi, ciclista su strada italiano († 2014)
- 6 aprile - Adelaida Avagyan, igienista armena († 2000)
- 6 aprile - Revol Samojlovič Bunin, compositore russo († 1976)
- 6 aprile - Carmelo Cassati, arcivescovo cattolico italiano († 2017)
- 6 aprile - Benito Falvo, politico italiano († 2010)
- 6 aprile - George Killian, allenatore di pallacanestro e dirigente sportivo statunitense († 2017)
- 6 aprile - Tibor Méray, scrittore e giornalista ungherese († 2020)
- 6 aprile - Valentin Nikolaev, lottatore sovietico († 2004)
- 6 aprile - Eugenio Scalfari, giornalista, scrittore e politico italiano († 2022)
- 7 aprile - Geoff Brown, tennista australiano († 2001)
- 7 aprile - Art Burris, cestista statunitense († 1993)
- 7 aprile - Jaroslav Cejp, calciatore cecoslovacco († 2002)
- 7 aprile - Daniel Emilfork, attore cileno († 2006)
- 7 aprile - Vinci Grossi, politico italiano († 2000)
- 7 aprile - Stig Johansson, pallanuotista svedese († 2007)
- 7 aprile - Mario Li Vigni, politico italiano († 2014)
- 7 aprile - Gyula Nagy, calciatore e allenatore di calcio ungherese († 1996)
- 7 aprile - Johannes Mario Simmel, scrittore, sceneggiatore e giornalista austriaco († 2009)
- 7 aprile - Helen Talbot, attrice e modella statunitense († 2010)
- 7 aprile - Azucena Villaflor, attivista argentina († 1977)
- 8 aprile - Frédéric Back, disegnatore, illustratore e animatore francese († 2013)
- 8 aprile - Eldino Danelutti, calciatore e allenatore di calcio italiano († 2004)
- 8 aprile - Vittoria Ottolenghi, scrittrice, giornalista e saggista italiana († 2012)
- 8 aprile - Günter Pfitzmann, attore, doppiatore e cabarettista tedesco († 2003)
- 8 aprile - Petăr Šiškov, cestista e allenatore di pallacanestro bulgaro († 2008)
- 8 aprile - Ward Wood, attore e produttore televisivo statunitense († 2001)
- 9 aprile - Julian Budden, musicologo e critico musicale inglese († 2007)
- 9 aprile - Joseph Nérette, giudice e politico haitiano († 2007)
- 9 aprile - Arthur Shaw, allenatore di calcio e calciatore inglese († 2015)
- 10 aprile - Isabel de Pomés, attrice spagnola († 2007)
- 10 aprile - Sebastião da Gama, poeta e docente portoghese († 1952)
- 10 aprile - Aldo Giuffré, attore e doppiatore italiano († 2010)
- 10 aprile - Franco Nicolazzi, partigiano e politico italiano († 2015)
- 10 aprile - Kenneth Noland, pittore statunitense († 2010)
- 10 aprile - Attilio Pierelli, scultore italiano († 2013)
- 10 aprile - Alfredo Pérez, calciatore argentino († 1994)
- 10 aprile - Jack Shaw, calciatore inglese († 2011)
- 11 aprile - Renato Dall'Ara, regista e sceneggiatore italiano († 1982)
- 11 aprile - Titina Maselli, pittrice, attrice e scenografa italiana († 2005)
- 11 aprile - Barbara Moffett, attrice statunitense († 1986)
- 11 aprile - Enrique Morea, tennista argentino († 2017)
- 11 aprile - Italo Terzoli, sceneggiatore italiano († 2008)
- 12 aprile - Raymond Barre, politico e economista francese († 2007)
- 12 aprile - Richard Gendall, linguista, scrittore e musicista britannico († 2017)
- 12 aprile - Renato Perini, archeologo italiano († 2007)
- 12 aprile - Raymond Scardin, ciclista su strada francese († 2009)
- 12 aprile - Livio Spaggiari, calciatore italiano († 2003)
- 12 aprile - Curtis Turner, pilota automobilistico statunitense († 1970)
- 12 aprile - Arvo Viitanen, fondista finlandese († 1999)
- 13 aprile - Flavia Arrigoni, paroliera italiana
- 13 aprile - Stanley Donen, regista e coreografo statunitense († 2019)
- 13 aprile - Jorge Eduardo Eielson, artista e scrittore peruviano († 2006)
- 13 aprile - Vittorino Pavan, politico italiano († 2018)
- 13 aprile - Nerone Reddi, calciatore italiano
- 13 aprile - Ron Staniforth, calciatore inglese († 1988)
- 13 aprile - Seigo Yamaguchi, giapponese († 1996)
- 13 aprile - Jun'nosuke Yoshiyuki, scrittore giapponese († 1994)
- 14 aprile - Ruud van Feggelen, pallanuotista e allenatore di pallanuoto olandese († 2002)
- 14 aprile - Shorty Rogers, trombettista statunitense († 1994)
- 14 aprile - Gisleno Santunione, calciatore italiano († 1991)
- 14 aprile - Philip Stone, attore inglese († 2003)
- 15 aprile - Fausto Denti, calciatore italiano
- 15 aprile - Rikki Fulton, attore scozzese († 2004)
- 15 aprile - Marcella Hazan, scrittrice italiana († 2013)
- 15 aprile - Neville Marriner, direttore d'orchestra e violinista britannico († 2016)
- 15 aprile - Eraldo Pezzini, calciatore italiano († 1996)
- 15 aprile - Maxwell Rosenlicht, matematico statunitense († 1999)
- 16 aprile - June Carlson, attrice statunitense († 1996)
- 16 aprile - Alfredo Giannetti, sceneggiatore e regista italiano († 1995)
- 16 aprile - Inji Aflatoun, pittrice e artista egiziana († 1989)
- 16 aprile - Henry Mancini, compositore, direttore d'orchestra e arrangiatore statunitense († 1994)
- 16 aprile - Piero Viotto, pedagogista e filosofo italiano († 2017)
- 17 aprile - Carmelo Cammarata, scultore italiano († 1999)
- 17 aprile - Amedeo Cattani, calciatore italiano († 2013)
- 17 aprile - Giorgio Fattori, giornalista e scrittore italiano († 2007)
- 17 aprile - Jovan Kratohvil, scultore e tiratore a segno jugoslavo († 1998)
- 17 aprile - Giuseppe Nenci, storico, filologo classico e archeologo italiano († 1999)
- 17 aprile - Assunta Stacconi, attrice italiana († 2007)
- 18 aprile - Clarence "Gatemouth" Brown, musicista statunitense († 2005)
- 18 aprile - Ghislain Cloquet, direttore della fotografia belga († 1981)
- 18 aprile - Henry Hyde, politico statunitense († 2007)
- 18 aprile - Aldo Novelli, conduttore televisivo e conduttore radiofonico italiano († 2010)
- 18 aprile - Vincenzo Russo, politico italiano († 2005)
- 18 aprile - Arminio Savioli, giornalista e partigiano italiano († 2012)
- 18 aprile - Étienne Taillemite, storico e archivista francese († 2011)
- 19 aprile - Néstor Antón, cestista uruguaiano († 1952)
- 19 aprile - Tatiana Farnese, attrice italiana († 2022)
- 19 aprile - Werner Kohlmeyer, calciatore tedesco occidentale († 1974)
- 19 aprile - Nicola Monaco, militare e partigiano italiano († 1945)
- 19 aprile - Hertha Töpper, contralto austriaco († 2020)
- 20 aprile - Sansón, calciatore spagnolo († 2012)
- 20 aprile - Nina Foch, attrice olandese († 2008)
- 20 aprile - Cristóbal Garcés Larrea, poeta e critico letterario ecuadoriano († 2017)
- 20 aprile - Leslie Phillips, attore britannico († 2022)
- 20 aprile - Paolo Rosi, rugbista a 15, giornalista e telecronista sportivo italiano († 1997)
- 21 aprile - Enid Nemy, giornalista canadese
- 21 aprile - Ivo Pesaresi, calciatore italiano († 2019)
- 21 aprile - Gunars Saliņš, scrittore lettone († 2010)
- 21 aprile - Philip Testa, mafioso statunitense († 1981)
- 21 aprile - Elsa-Marianne von Rosen, danzatrice, coreografa e attrice svedese († 2014)
- 22 aprile - Aldo Bianchi, politico italiano († 1993)
- 22 aprile - Franz Mazura, basso-baritono austriaco († 2020)
- 22 aprile - Vito Pallavicini, paroliere italiano († 2007)
- 22 aprile - James Stirling, architetto britannico († 1992)
- 22 aprile - Thorbjørn Svenssen, calciatore norvegese († 2011)
- 22 aprile - Gino Tozzi, partigiano italiano († 1964)
- 23 aprile - Aldo Bargero, medico italiano († 1987)
- 23 aprile - Frank Brennan, allenatore di calcio e calciatore scozzese († 1997)
- 23 aprile - Jorge Cardiel, cestista messicano
- 23 aprile - Arthur Frackenpohl, compositore statunitense († 2019)
- 23 aprile - Gerhard Kapitän, archeologo e etnografo tedesco († 2011)
- 23 aprile - Ruth Leuwerik, attrice tedesca († 2016)
- 23 aprile - Gilbert Levin, ingegnere statunitense († 2021)
- 23 aprile - Giordano Marchiani, politico italiano († 1996)
- 23 aprile - Ezio Radaelli, personaggio televisivo e imprenditore italiano († 2005)
- 23 aprile - Sergio Raimondi, attore italiano († 2003)
- 23 aprile - Rossana Rossanda, giornalista, scrittrice e traduttrice italiana († 2020)
- 23 aprile - Margit Sandemo, scrittrice norvegese († 2018)
- 23 aprile - Ugo Vetere, politico italiano († 2013)
- 24 aprile - Pierre Adam, pistard francese († 2012)
- 24 aprile - Silvano Armaroli, politico italiano († 2008)
- 24 aprile - Luigi Briganti, partigiano italiano († 2006)
- 24 aprile - Paolo Chiorboli, chimico italiano
- 24 aprile - Clive King, scrittore britannico († 2018)
- 24 aprile - Ruth Kobart, attrice statunitense († 2002)
- 24 aprile - Tiziano Longo, regista e sceneggiatore italiano († 1978)
- 24 aprile - Angelo Luciano Tondelli, partigiano italiano († 1944)
- 25 aprile - Joseph Eric D'Arcy, arcivescovo cattolico australiano († 2005)
- 25 aprile - Ingemar Johansson, marciatore svedese († 2009)
- 25 aprile - Franco Mannino, compositore, pianista e direttore d'orchestra italiano († 2005)
- 25 aprile - José María Martín, calciatore e allenatore di calcio spagnolo († 2006)
- 26 aprile - Teddy Edwards, sassofonista statunitense († 2003)
- 26 aprile - Victor Hubinon, fumettista belga († 1979)
- 26 aprile - Guy Môquet, attivista francese († 1941)
- 27 aprile - Fernando Di Giulio, politico e partigiano italiano († 1981)
- 27 aprile - Ken Green, calciatore inglese († 2001)
- 27 aprile - Renato Polese, fumettista italiano († 2014)
- 27 aprile - Carlo Redaelli, calciatore italiano
- 27 aprile - Salvatore Rindone, politico italiano († 1994)
- 28 aprile - Dick Ayers, fumettista statunitense († 2014)
- 28 aprile - Donatas Banionis, attore lituano († 2014)
- 28 aprile - Kenneth Kaunda, politico zambiano († 2021)
- 28 aprile - Sante Pedrelli, poeta e sindacalista italiano († 2017)
- 28 aprile - Mario Santi, politico italiano († 2018)
- 28 aprile - Davy Walsh, calciatore irlandese († 2016)
- 29 aprile - Shintarō Abe, politico giapponese († 1991)
- 29 aprile - Felipe de Alba, attore e avvocato messicano († 2005)
- 29 aprile - Villen Abramovič Azarov, regista sovietico († 1978)
- 29 aprile - Giovanni Boselli Sforza, fumettista e illustratore italiano († 2007)
- 29 aprile - Zizi Jeanmaire, ballerina, attrice e showgirl francese († 2020)
- 29 aprile - David Landes, storico statunitense († 2013)
- 29 aprile - Nevio Scalamera, calciatore italiano († 2012)
- 30 aprile - Walter Guertler, produttore discografico e imprenditore svizzero († 2004)
- 30 aprile - Sheldon Harnick, paroliere e librettista statunitense († 2023)
- 30 aprile - Roberto Lerici, allenatore di calcio e calciatore italiano († 2004)
- 30 aprile - Moshe Shem Tov, attivista bulgaro († 2005)